# تيري ألكوك
تيري ألكوك (بالإنجليزية: Terry Alcock)‏ (9 ديسمبر 1946 في المملكة المتحدة - ) هو لاعب كرة قدم بريطاني في مركز الدفاع. لعب مع بلاكبيرن روفرز وبورت فايل ونادي بلاكبول ونادي بوري وبورتلاند تيمبرز ونادي هاليفاكس تاون وLancaster City F.C. ‏.

## وصلات خارجية
- تيري ألكوك على موقع قاعدة بيانات كرة القدم.إي يو (الإنجليزية)